# La Palma, San Pedro Atoyac
La Palma är en ort i Mexiko.   Den ligger i kommunen San Pedro Atoyac och delstaten Oaxaca, i den sydöstra delen av landet, 300 km söder om huvudstaden Mexico City. La Palma ligger 329 meter över havet och antalet invånare är 213.
Terrängen runt La Palma är kuperad. Runt La Palma är det ganska tätbefolkat, med 111 invånare per kvadratkilometer. Närmaste större samhälle är Pinotepa de Don Luis, 8,7 km söder om La Palma. Omgivningarna runt La Palma är en mosaik av jordbruksmark och naturlig växtlighet.